# Стефан Јанковић (кошаркаш)
Стефан Јанковић (Београд, 4. август 1993) је српско-канадски кошаркаш. Игра на позицијама крилног центра и центра.

## Биографија
Јанковић је од 2012. до 2014. године похађао Универзитет Мисури на коме је кошарку играо за екипу Мисури тајгерса. Године 2014, пребацио се на Универзитет Хаваји (огранак у Манои). Као играч Хаваји рејнбоу вориорса у сезони 2015/16. остварио је просек од 15,7 поена, 6,8 скокова и 1,3 блокаде по мечу. На крају те сезоне Јанковић је у оквирима Big West конференције изабран за играча године и члана прве поставе идеалног тима.
На НБА драфту 2016. није изабран. Средином јула 2016. потписао је уговор са Мајами хитом, али је отпуштен пре почетка НБА сезоне. Дана 1. новембра 2016. ангажовали су га Су Фолс скајфорси. Првог дана марта 2017. године трејдован је Ири бејхоксима.
Дана 29. јула 2017. потписао је трогодишњи уговор са Црвеном звездом. Са црвено-белима је у сезони 2017/18. освојио Суперлигу Србије. Након једне сезоне, раскида уговор са Црвеном звездом. У октобру 2018. године је потписао уговор са Партизаном. Са црно-белима је у сезони 2018/19. освојио Куп Радивоја Кораћа. У августу 2019. је потписао нови двогодишњи уговор са Партизаном, а недуго затим је прослеђен на једногодишњу позајмицу у АЕК из Атине. У екипи АЕК-а је био до 31. децембра 2019, када је позајмица раскинута. У јануару 2020. се прикључио екипи Кепитал Сити го-го која наступа у НБА развојној лиги. Од сезоне 2020/21. се поново прикључио екипи Партизана. Наступио је на неколико утакмица на почетку сезоне док је тренер био Владо Шћепановић. Ипак, након смене тренера и доласка Саше Филиповског није провео ни минут на терену. Крајем 2020. године клуб га је обавестио да није у обавези да присуствује тимским тренинзима. Јанковић је након тога индивидуално тренирао, да би 2. фебруара 2021. отишао на позајмицу у турски Бахчешехир до краја сезоне. У јулу 2021. је и званично раскинуо уговор са Партизаном, да би нешто касније истог месеца потписао уговор са екипом Цмоки-Минска из Белорусије. У белоруском клубу је био до краја 2021. године када је уговор раскинут. У јануару 2022. је потписао за екипу Тајшин дримерс из Тајвана.

## Успеси

### Клупски
- Црвена звезда:
  - Првенство Србије (1): 2017/18.
- Партизан:
  - Куп Радивоја Кораћа (1): 2019.